# Jalisco
Jalisco Mexikó egyik szövetségi állama. Területe 78 599 km², lakosainak száma 2010-ben körülbelül 7,35 millió fő volt. Fővárosa az elővárosaival együtt több mint 4,5 millió fős agglomerációt alkotó Guadalajara. A Jalisco („Xalisco”) név a navatl nyelvből származik: a xalli jelentése „homok”, az ixco jelentése „felszín, arc”, így a szóösszetétel jelentése: „a homok felszínén”.

## Földrajz
Jalisco Mexikó középső–nyugati részén, a Csendes-óceán partján terül el. Északnyugaton Nayarit állammal határos, északon Zacatecassal és Aguascalientessel, keleten Guanajuatóval és Michoacánnal, délen pedig Colimával. Legnyugatabbi pontja a Csendes-óceánba nyúló Corrientes-fok.

### Domborzat

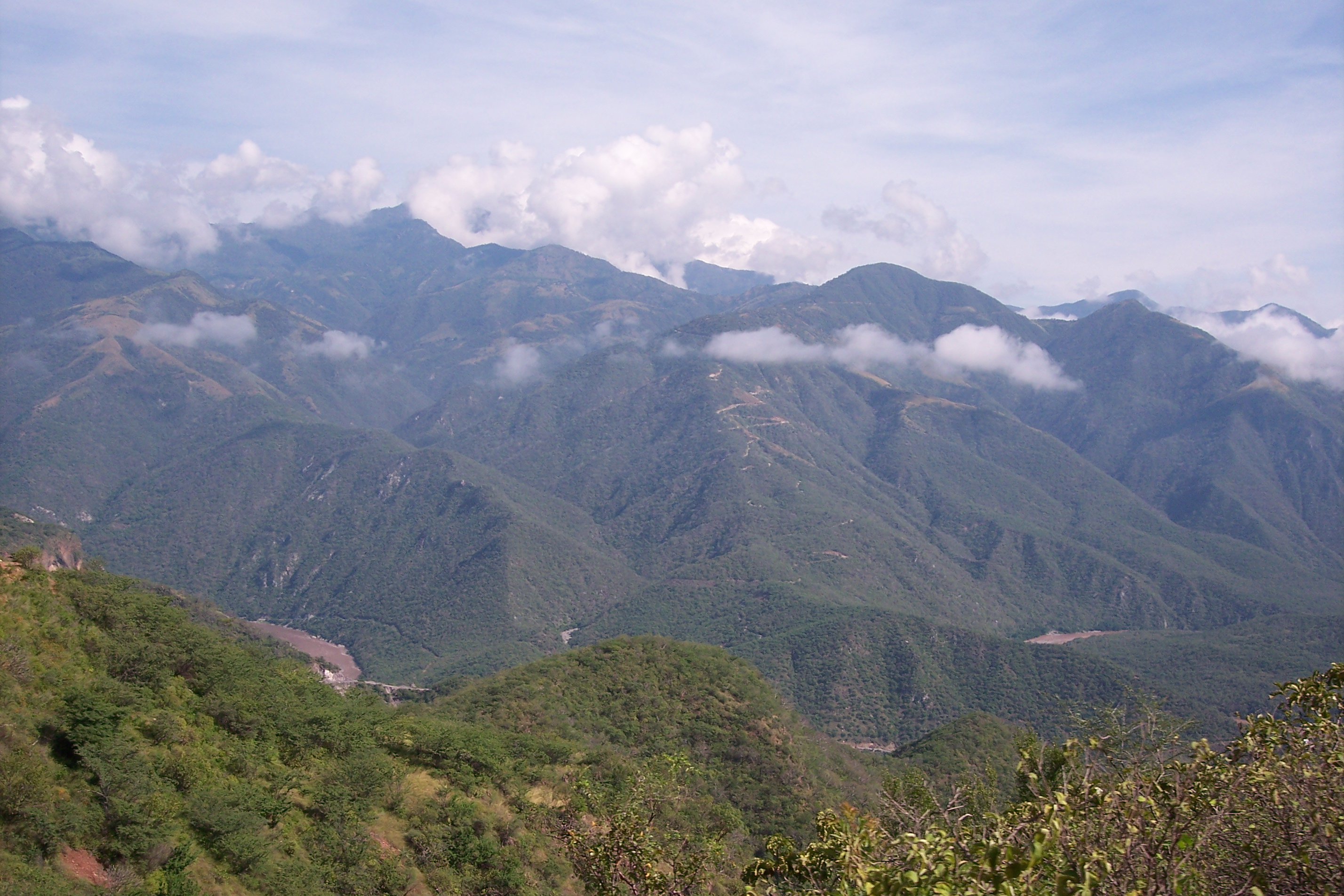
A Nyugati-Sierra Madre hegyei Jaliscóban

Területét főként hegységek borítják: északon a Nyugati-Sierra Madre, északkeleten egy kis területen a Mesa del Centro fennsík, nyugaton a Déli-Sierra Madre nyúlik be Jalisco területére, középső, legnagyobb részét pedig a Vulkáni-kereszthegység foglalja el. Legmagasabb csúcsai (zárójelben a méterben mért tengerszint feletti magassággal) a Nevado de Colima (4260), a Colima vulkán (3820),a Sierra El Madroño (2960), a Tequila vulkán (2940), a Sierra Tapalpa (2880), a Sierra Los Huicholes (2860), a Sierra San Isidro (2850), a Sierra Manantlán (2840), a Cerro El Tigre (2840), a Cerro García (2750), a Sierra Lalo (2720), a Sierra Cacoma (2740), a Cerro Gordo (2670); a Sierra Verde (2320) és a Sierra Los Guajolotes (2380).

### Vízrajz
Az állam területén található összes folyó vize közvetlenül vagy közvetetten a Csendes-óceánba jut. A vízfolyásokat három fő csoportra lehet osztani:
1. A Lerma–Santiago-rendszer és ennek mellékfolyói: a Lerma México szövetségi államban ered és a Chapalai-tóba torkollik, amely Mexikó legnagyobb, egyben Latin-Amerika harmadik legnagyobb tava, és nagyobbik része Jalisco államban található.[4][5] Ebből a tóból ered a Río Grande de Santiago, amely átfolyik Jalisco középső vidékein, majd Nayaritban torkollik az óceánba. Ennek fő jaliscói mellékfolyói a Zula, a Verde, a Juchipila és a Bolaños. Az állam lakosságának mintegy ¾-e él ezen a vízgyűjtőterületen.[3]
2. A közvetlenül a Csendes-óceánba torkolló folyók: ezek legjelentősebbike a Nayarittal határt is képező Ameca, amely például a Tala, az Ahualulco és az Ameca nevű völgyeket öntözi. A Tomatlán, a San Nicolás, a Cuitzamala, az Atengo és a Purificación folyók mindannyian a Sierra de Cacoma hegységben erednek, és szinte párhuzamosan futnak az óceánig, Colima állammal pedig a Cihuatlán folyó alkot határt.[3]
3. Az állam déli részének folyói: az Ayuquila és a Tuxcacuesco összefolyásából alakul ki az Armería, emellett pedig fontos még a Mazamitla-hegyek között eredő Tuxpan, amely Tamazula de Gordiano, Zapotiltic és Tuxpan községek földjeit látja el vízzel.[3]

A Chapala-tó mellett jelentős állóvizek még a Cajititlán-, a Sayula-, a San Marcos- és az Atotonilco-tó, valamint több víztározó: a Cajón de Peña, a Santa Rosa, a La Vega, a Tacotán, és a Las Piedras (Basilio Vadillo).

### Közigazgatás
Az államot 12 régióra osztották: Norte, Altos Norte, Altos Sur, Ciénega, Sureste, Sur, Sierra de Amula, Costa Sur, Costa Norte, Sierra Occidental, Valles és Centro, ezeket összesen 125 község alkotja.

## Gazdaság
Az állam gazdaságának fő ágazatai a mezőgazdaság, a bányászat és a könnyűipar, de kisebb mértékben jelen van a nehézipar is.
A legfontosabb termesztett növények a kukorica (takarmányozási célra is), a cirok, a csicseriborsó (szintén részben takarmányozásra), délen a cukornád, északon a bab, az óceánparti vidékeken a gyümölcsök (mangó, banán, dinnye), de több területen előfordul a búza, a csilipaprika, a lucerna és az agávé is. Jelentős a fakitermelés, a legtöbb helyen a fenyő és a magyaltölgy a fő hasznosított fajta, de vannak, ahol értékes trópusi fákat is kivágnak és felhasználnak. Az állattenyésztés az egész államban jelen van, a halászat a tengerpartokon és a Chapalai-tóban jelentős.
Jalisco ásványkincsekben gazdag: nem csak építőanyagok (mészkő, gipsz, kaolin, márvány, homok) fordulnak elő sokhelyütt, hanem jelentős az arany és az ezüst mennyisége is, de vannak ólom-, réz-, ón-, mangán-, cink-, opál- és baritbányák is.
Az ipar nagyon sokszínű, de nem túl fejlett, a nagyobb gyárak mellett igen jelentős a kézművesség aránya. Egyik legfontosabb ágazata az élelmiszeripar: általános élelmiszerek feldolgozóhelyei és a cukorüzemek mellett gyakoriak az édességgyárak, valamint többhelyütt gyártják a tequilát, a mezcalt, a rompopét és a cajetát is. Szinte minden régióban jelen van a textil- és cipőipar, több városban sportruházatot és sportcipőket, valamint labdákat is gyártanak. Jelentős még a bútoripar, a víztisztítás és a dísznövénykertészet is, a fémöntödék, a járműipar és az elektronikai ipar viszont a központi régióra, a főváros környékére koncentrálódik.

## Közlekedés
Az állam úthálózata a középső és a keleti részeken sűrű, míg a nyugati, déli, és különösen az északi területeken jóval ritkább. A hálózat gerincét adó szövetségi főutak többsége Guadalajara környékén húzódik, a fővárost a tengerparti San Patricióval a 80-as főút köti össze, a parttal nagyjából párhuzamosan a 200-as út vezet. Guadalajarából Mexikóváros, valamint másik irányba Tepic felé a fizetős 15D út visz, Aguascalientes irányába szintén a 80-as valamint a fizetős 80D vezet, az északi Zacatecasba az 54-es, a délre található Colimába pedig az 54D jelzésű. A szövetségi főutak hálózatát állami főutak és alacsonyabb rendű utak egészítik ki.
Jaliscóban két nemzetközi repülőtér található, egy Guadalajarában (IATA-kódja: GDL, ICAO-kódja: MMGL) és egy (a Gustavo Díaz Ordaz nemzetközi repülőtér, IATA-kódja: PVR, IACO-kódja: MMPR) a tengerparti Puerto Vallartában.

## Népesség
Ahogy egész Mexikóban, a népesség növekedése Jalisco államban is gyors, ezt szemlélteti az alábbi táblázat:
| Év   | Lakosság  |
| ---- | --------- |
| 1990 | 5 302 689 |
| 1995 | 5 991 176 |
| 2000 | 6 322 002 |
| 2005 | 6 752 113 |
| 2010 | 7 350 682 |

Az államban két olyan terület van, ahol az őslakos indiánok nagyobb csoportjai élnek: északon, a Sierra Huichola hegységben a vicsolok, délen, a Sierra de Manantlán területén az otomík. Előbbiek jobban őrzik kultúrájukat és nyelvüket, utóbbiak viszont egyre jobban beolvadnak a többségi, spanyolul beszélő tömegbe. Az indián lakosság a 2010-es népszámlálás szerint mindössze 87 746 fő volt, akik közül mintegy 54 000 ember (állam népességének 0,8%-a) beszélt valamilyen indián nyelvet. Ennek 34%-a használja a vicsol, 21,7%-a a navatl nyelvet (ők főleg a fővárosban és környékén élnek), 7,4%-uk a purepecsa, 3,4%-uk pedig különféle misték nyelveken beszél.

## Címere
1989-ben az állam kormányának 13661. számú rendelete kimondta, hogy Jalisco állam hivatalos címere azonos lesz a fővárosáéval, Guadalajaráéval. Ez a következőképpen néz ki: egy hét piros jellel díszített sárga kerettel rendelkező kék pajzson két sárga, ágaskodó oroszlán áll, és egy barna törzsű, zöld lombú fa törzsének támaszkodik. A kék–arany tollazattal keretezett pajzs tetején egy lezárt rostélyú, fehér tollas vassisak áll, melynek csúcsából egy piros, villás zászló emelkedik ki, amelyen egy sárga jeruzsálemi kereszt látható.
Hogy mégis meg lehessen különböztetni a város és az állam címerét, Jalisco címerén később apróbb módosításokat eszközöltek: a pajzs alját lekerekítették, a tollazatot pedig megnövelték, hogy egészen a pajzs aljáig leérjen.

## Története

### A spanyol hódítás előtt

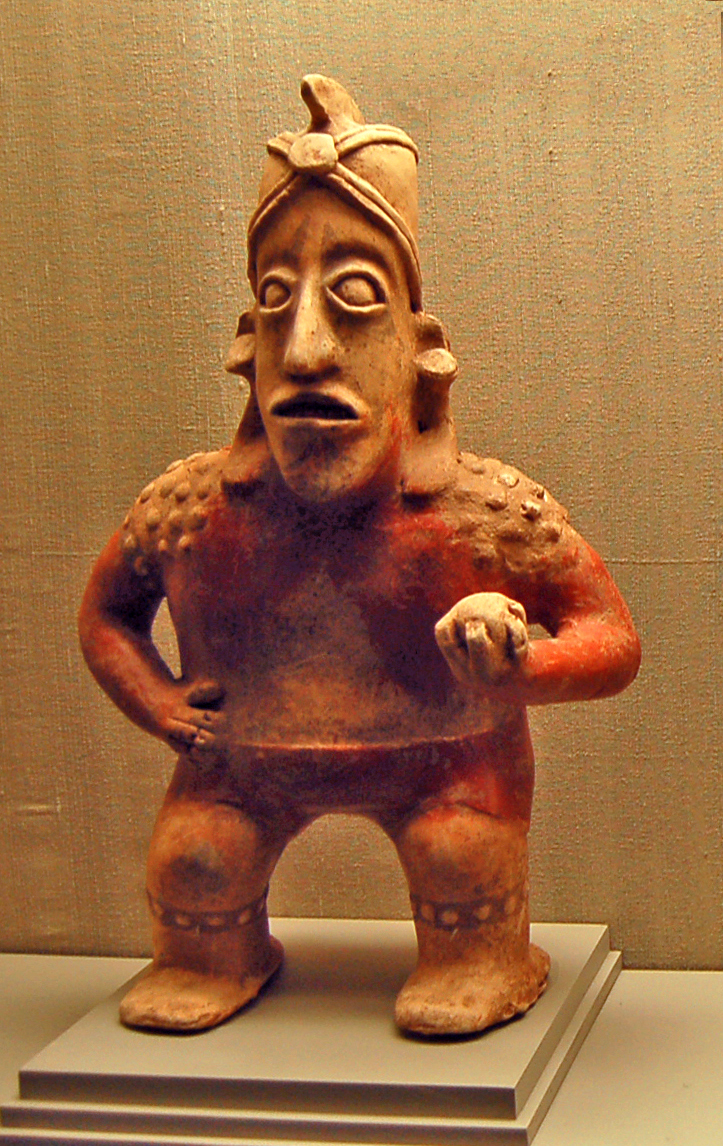
Egy ősi jaliscói sírból származó, amecai stílusú szobor

A legrégebbi régészeti leletek alapján arra lehet következtetni, hogy körülbelül időszámításunk előtt 13 000 évvel már éltek emberek a mai Jalisco területén. A Chapalai-tó és a Zacoalcói-tó partjain ebből a korból származó koponya- és egyéb emberi maradványokat tártak fel, valamint találtak nyílhegyeket és egyéb csontból készült eszközöket is, az állam több területén pedig sziklarajzok tanúskodnak az ősember jelenlétéről. Az első állandó települések i. e. 5000 körül jelenhettek meg. A letelepedő emberek a mezőgazdaság, a vadászat és a gyűjtögetés mellett kerámiákat is előállítottak, cserekereskedelmet folytattak egymással és vallásos szertartásokat is rendeztek. A vidék jellegzetes temetkezési módszereire a legfontosabb példákat Acatlán de Juárez, El Arenal és Casimiro Castillo községekben találták.
Az úgynevezett tolték korszakban a különböző települések és népek már nem feltétlenül álltak egymással jó viszonyban: az erősebbek gyakran leigázták a gyengébbeket. Ebben az időszakban tovább tökéletesedett a kerámiatechnológia, valamint megjelent az arany-, az ezüst- és a rézművesség. Az újabb kutatások bizonyították, hogy ezen kor népeinek kultúrája egyáltalán nem volt fejletlen: hatalmas építményeik, öntözőrendszereik és egy valószínűleg általuk megalkotott írás bizonyítja ezt.

### A gyarmati időszak
A mai Jalisco területén a spanyol hódítók több expedíciót vezettek a 16. század első harmadában: 1521-ben Cristóbal de Olid, Alonso de Ávalos és Juan Álvarez Chico, 1522-ben Gonzalo de Sandoval, 1524-ben Francisco Cortés de San Buenaventura, majd 1530-ban Nuño Beltrán de Guzmán vezetésével.

## Turizmus, látnivalók
- Puerto Vallarta-i fürdő
- Tequila városa
- Guachimontones régészeti lelőhely
- Guadalajara városa, benne a világörökség részét képező Hospicio Cabañas[16]

## Kultúra

### Gasztronómia
- Torta ahogada[17]
- Jericalla[18]

## Sport
A főváros, Guadalajara a labdarúgás egyik mexikói fellegvára. Főbb csapatai az ország legnépszerűbb klubja, a Club Guadalajara mellett a Club Atlas, a CD Universidad de Guadalajara (Leones Negros) és az Estudiantes Tecos.